# Gabriel de Saconay
Gabriel de Saconay (1527-1580) est un chanoine théologien, précenteur de l'Église de Lyon, chantre du catholicisme à l'époque des troubles religieux du XVIe siècle à Lyon et dans la province du Lyonnais.

## Biographie
Gabriel de Saconay est né en 1527 à Pomeys dans le Rhône d'une famille de chevaliers originaire du comté de Sacconex au nord de Genève qui fournit plusieurs chevaliers de l'Ordre de Saint Jean de Jérusalem et plusieurs chanoines comtes de Lyon entre 1396 et 1660.
C'est en 1558 qu'il achète avec son frère le château de Saconay situé à Pomeys.

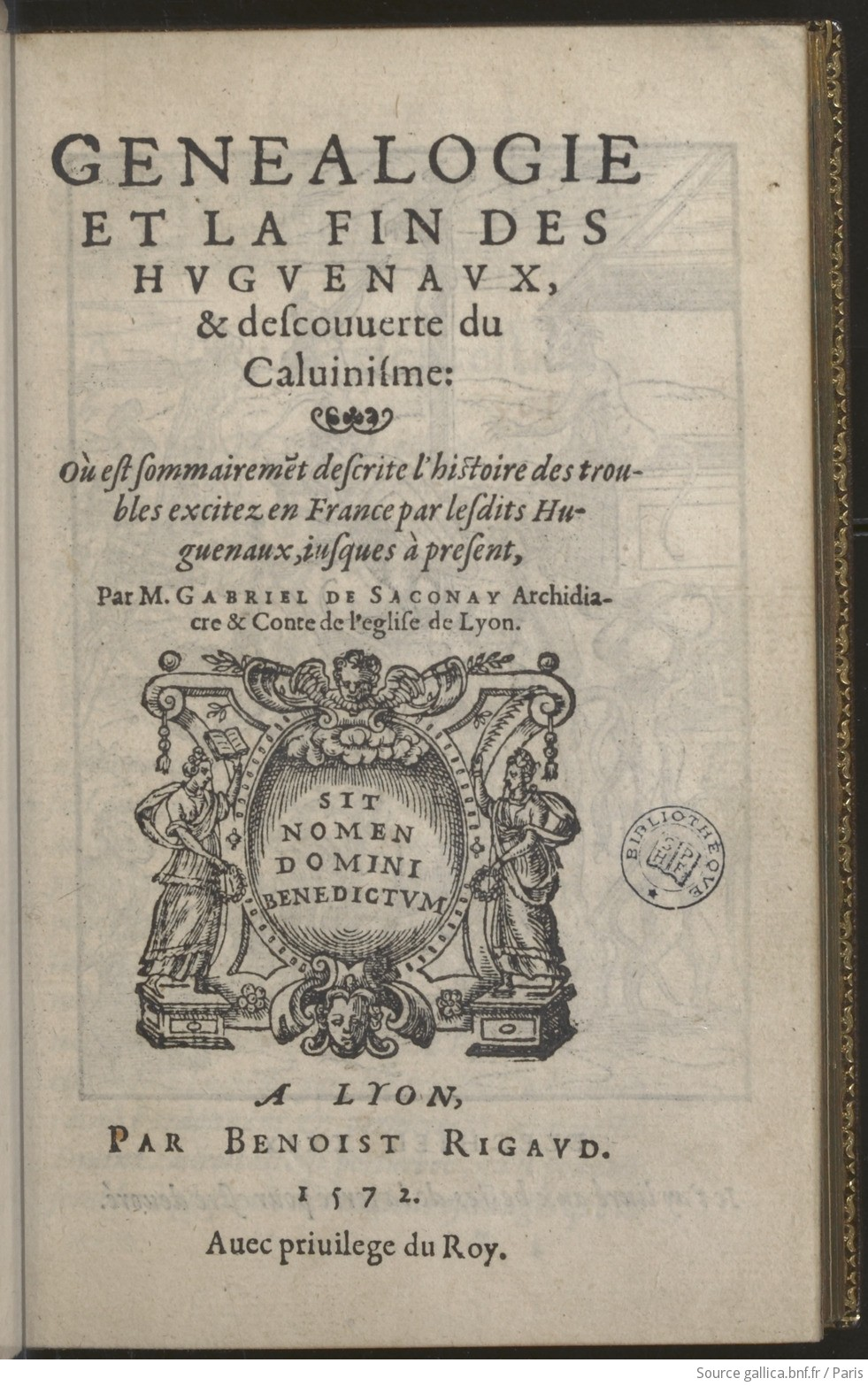
Ouvrage de Gabriel de Saconay

En 1561, il écrit une préface virulente contre Luther dans une réédition d'un ouvrage de Henri VIII d'Angleterre. En réponse, Jean Calvin lui donne une réplique ironique intitulée Congratulation à vénérable prêtre messire Gabriel de Saconay. En 1563, après avoir assisté au sac de Lyon par le Baron des Adrets, il dénonce l'entente proposée par les réformés dans un ouvrage publié en 1569 Discours des premiers troubles advenus à Lyon avec apologie de la ville de Lyon. En 1568, il demande au roi Charles IX de ne pas accepter la cohabitation de deux religions chrétiennes au sein du Royaume et de rejeter la Réforme dans son Discours catholique sur les causes et remèdes des malheurs intentés au Roi et échus à son peuple, par les rebelles Calvinistes,.
En 1572, un nouveau pamphlet intitulé Généalogie et la fin des Huguenaux enjoint le roi à être ferme face aux réformés, accusés de comploter contre la monarchie depuis la conjuration d’Amboise (1560). Cet ouvrage de plus de 300 pages constitue une exhortation implorant le jeune monarque de ne pas faiblir face aux réformés en lui préconisant la répression sans pitié des traîtres à la religion et à la nation, sans égards pour les édits de pacification.
Il décède le 3 août 1580 à Lyon.